# El Paraíso megye
El Paraíso (nevének jelentése: „Az Édenkert”) Honduras egyik megyéje. Az 1869. május 28-án létrehozott megye az ország déli részén terül el. Székhelye Yuscarán.

## Földrajz
Az ország déli részén elterülő megye délnyugaton Choluteca, nyugaton Francisco Morazán, északon Olancho megyével, délen és délkeleten pedig Nicaraguával határos.

## Népesség
Ahogy egész Hondurasban, a népesség növekedése El Paraíso megyében is gyors. A változásokat szemlélteti az alábbi táblázat:
| Év             | Lakosság |
| -------------- | -------- |
| 1988           | 264 061  |
| 2001           | 350 054  |
| 2010 (becsült) | 427 232  |